# Adolfo Valencia
Adolfo José Valencia Mosquera (ur. 6 lutego 1968 w Buanventura) – piłkarz kolumbijski grający na pozycji napastnika. Nosił przydomek "El Tren" (Pociąg).

## Kariera klubowa
Valencia pochodzi z miasta Buanventura. Piłkarską karierę zaczynał jednak w stolicy Kolumbii, Bogocie, w tamtejszym klubie Independiente Santa Fe Bogota. Zadebiutował w nim już w wieku 18 lat w Copa Mustang. W Independiente grał przez 8 sezonów, jednakże w tym czasie klub nie odnosił żadnych sukcesów.
Valencia był jednym z czołowych zawodników Independiente i po dobrej grze w lidze kolumbijskiej, w 1993 roku trafił do Bayernu Monachium. W Bundeslidze zadebiutował 7 sierpnia w wygranym 3:1 meczu z SC Freiburg i już w debiucie zdobył 2 gole dla swojej drużyny. W całym sezonie 1993/1994 rozegrał 25 meczów i zdobył 11 bramek, stając się obok Mehmeta Scholla najskuteczniejszym zawodnikiem zespołu i walnie przyczyniając się do wywalczenia przez Bayern mistrzostwa Niemiec. Latem 1994 rozegrał w barwach Bayernu 1 mecz i został sprzedany do Atlético Madryt. Atlético jednak nie zachwycało i zajęło 13. pozycję w Primera División, a Adolfo nie był już tak skuteczny jak w Bayernie – zdobył 5 goli w 24 meczach.
Po sezonie, latem 1995 Valencia wrócił do Independiente Santa Fe, z którą zajął 5. miejsce w lidze, a w kolejnym pomógł utrzymać ją przed spadkiem z ligi. Sezon 1996/1997 Valencia spędził w Americe Cali, z którą wywalczył swoje pierwsze w karierze mistrzostwo Kolumbii. Po sezonie napastnik wrócił do Europy, tym razem trafiając do włoskiej Reggiany, z którą występował w Serie B. W klubie z Reggio Emilia rozegrał 23 mecze i zdobył 4 gole oraz zajął 11. miejsce w lidze. Sezon 1998/1999 oraz połowę 1999/2000 Valencia spędził w greckim PAOK-u Saloniki. Nie był tam jednak pierwszoplanową postacią i pojawił się raptem w połowie rozegranych meczów, w trakcie których zdobył łącznie 8 goli.
W 2000 roku Valencia wyjechał do Stanów Zjednoczonych podpisując kontrakt z New York MetroStars. W Major League Soccer zadebiutował 26 marca w przegranym 1:3 wyjazdowym meczu z Miami Fusion. Swojego pierwszego gola zdobył tydzień później, a MetroStars pokonali D.C. United 3:2. Ze swoją drużyną dotarł do półfinałów play-off, a zdobywając 16 goli w lidze stał się najskuteczniejszym zawodnikiem jednego sezonu w historii nowojorskiego klubu. Rok później zdobył ich tylko 5, a z MetroStars odpadł już po pierwszej fazie play-off.
W 2002 roku Valencia wrócił do Independiene Santa Fe. Grał tam jednak pół roku i następnie wyjechał do Chin. Grał tam w Zhejiang Lucheng i w sezonie zdobył 12 goli, będąc najskuteczniejszym piłkarzem zespołu. Na początku roku 2003 został wypożyczony do wenezuelskiego UA Maracaibo, ale po krótkim czasie wrócił do Chin. Grał coraz mniej i coraz mniej skutecznie, a w 2004 roku postanowił zakończyć karierę w wieku 36 lat.
| Sezon   | Klub                          | Kraj              | Rozgrywki                   | Mecze | Bramki |
| ------- | ----------------------------- | ----------------- | --------------------------- | ----- | ------ |
| 1986    | Independiente Santa Fe Bogota | Kolumbia          | Copa Mustang                | ?     | ?      |
| 1987    | Independiente Santa Fe Bogota | Kolumbia          | Copa Mustang                | ?     | ?      |
| 1988    | Independiente Santa Fe Bogota | Kolumbia          | Copa Mustang                | ?     | ?      |
| 1989    | Independiente Santa Fe Bogota | Kolumbia          | Copa Mustang                | ?     | ?      |
| 1990    | Independiente Santa Fe Bogota | Kolumbia          | Copa Mustang                | ?     | ?      |
| 1991    | Independiente Santa Fe Bogota | Kolumbia          | Copa Mustang                | ?     | ?      |
| 1992    | Independiente Santa Fe Bogota | Kolumbia          | Copa Mustang                | ?     | ?      |
| 1993    | Independiente Santa Fe Bogota | Kolumbia          | Copa Mustang                | ?     | ?      |
| 1993/94 | Bayern Monachium              | Niemcy            | Bundesliga                  | 25    | 11     |
| 1994/95 | Bayern Monachium              | Niemcy            | Bundesliga                  | 1     | 0      |
| 1994/95 | Atlético Madryt               | Hiszpania         | Primera División            | 24    | 6      |
| 1995    | Independiente Santa Fe Bogota | Kolumbia          | Copa Mustang                | 22    | 11     |
| 1996    | Independiente Santa Fe Bogota | Kolumbia          | Copa Mustang                | 0     | 0      |
| 1996/97 | America Cali                  | Kolumbia          | Copa Mustang                | 19    | 9      |
| 1997/98 | AC Reggiana                   | Włochy            | Serie B                     | 23    | 4      |
| 1998/99 | PAOK FC                       | Grecja            | Alpha Ethniki               | 13    | 3      |
| 1999/00 | PAOK FC                       | Grecja            | Alpha Ethniki               | 14    | 5      |
| 2000    | New York MetroStars           | Stany Zjednoczone | Major League Soccer         | 31    | 16     |
| 2001    | New York MetroStars           | Stany Zjednoczone | Major League Soccer         | 17    | 5      |
| 2001    | Independiente Santa Fe Bogota | Kolumbia          | Copa Mustang                | 16    | 6      |
| 2002    | Independiente Santa Fe Bogota | Kolumbia          | Copa Mustang                | 12    | 5      |
| 2002    | Zhejiang Lucheng              | Chiny             | Chinese Super League        | 21    | 12     |
| 2002/03 | UA Maracaibo                  | Wenezuela         | Primera División Venezolana | 7     | 4      |
| 2003    | Zhejiang Lucheng              | Chiny             | Chinese Super League        | 10    | 2      |
| 2004    | Zhejiang Lucheng              | Chiny             | Chinese Super League        | 6     | 0      |

## Kariera reprezentacyjna
W reprezentacji Kolumbii Valencia zadebiutował 31 lipca 1992 roku w wygranym 1:0 meczu z USA. Rok później wystąpił w turnieju Copa América 1993. Wystąpił w 5 meczach i zdobył 2 gole, w tym decydującego o zdobyciu przez Kolumbię brązowego medalu, w meczu o 3. miejsce.
W 1994 roku Adolfo był członkiem kadry na Mistrzostwa Świata w USA. Tam wystąpił we wszystkich meczach: z Rumunią (1:3), z USA (1:2) oraz ze Szwajcarią (2:0), a Kolumbia odpadła z turnieju już po fazie grupowej. Zarówno w meczu z Rumunią jak i USA zdobywał honorowe bramki dla swojej drużyny.
W 1998 roku Valencia ponownie wziął udział w mistrzostwach świata, tym razem był to Mundial we Francji. Podobnie jak przed czterema laty, tak i tu wystąpił we wszystkich meczach Kolumbii: z Rumunią (0:1), z Tunezją (1:0) oraz z Anglią (0:2). Kolumbia zajmując 3. miejsce odpadła z turnieju. Mecz z Anglią był jednocześnie ostatnim dla Valencii w reprezentacji Kolumbii. Ogółem wystąpił w niej w 37 meczach i zdobył 14 bramek.